# Luiz Gustavo Dias
Luiz Gustavo Dias (Pindamonhangaba, 23 luglio 1987) è un calciatore brasiliano, centrocampista del San Paolo.

## Caratteristiche tecniche
Centrocampista mancino, in possesso di una buona tecnica di base, si distingue per intelligenza tattica e una buona visione di gioco, doti che lo caratterizzano come un buon regista e interditore.

## Carriera

### Club

#### Hoffenheim
Calcisticamente cresciuto in Brasile, nell'agosto del 2007 viene portato in Europa dall'Hoffenheim, club che acquisisce il suo cartellino con la formula del prestito. Visto l'ottimo rendimento del giocatore, il club tedesco decide di acquistarlo a titolo definitivo.

#### Bayern Monaco
Nel gennaio del 2011, passa al Bayern Monaco per una cifra vicina ai 17 milioni di euro firmando un contratto col club bavarese fino al 30 giugno 2015. Il 23 febbraio 2011 esordisce in Champions League a San Siro contro i campioni in carica dell'Inter. Il 15 gennaio 2011 fa il suo debutto in campionato con la nuova maglia subentrando al centrocampista ucraino Anatolij Tymoščuk nel corso della partita giocata dal Bayern Monaco contro il Wolfsburg, mentre il suo primo gol arriva nella partita tra Bayern Monaco-Borussia Dortmund, fissando temporaneamente il risultato sull'1-1.
Il 6 aprile 2013, vince la sua prima Bundesliga (il 23º titolo dei bavaresi) con 6 giornate d'anticipo il campionato. Il 25 maggio successivo, vince per la prima volta la Champions League, grazie alla vittoria per 2-1 nella finale contro il Borussia Dortmund. Il 1º giugno 2013 vince anche la sua prima Coppa di Germania, ottenendo il treble con la compagine bavarese.

#### Wolfsburg
Il 16 agosto 2013 lascia il Bayern Monaco e si trasferisce al Wolfsburg per 16 milioni di euro, con cui firma un contratto quinquennale. Il giorno seguente, il 17 agosto, esordisce con la nuova maglia, nella vittoria interna per 4-0 sullo Schalke 04 in campionato.

#### Olympique Marsiglia

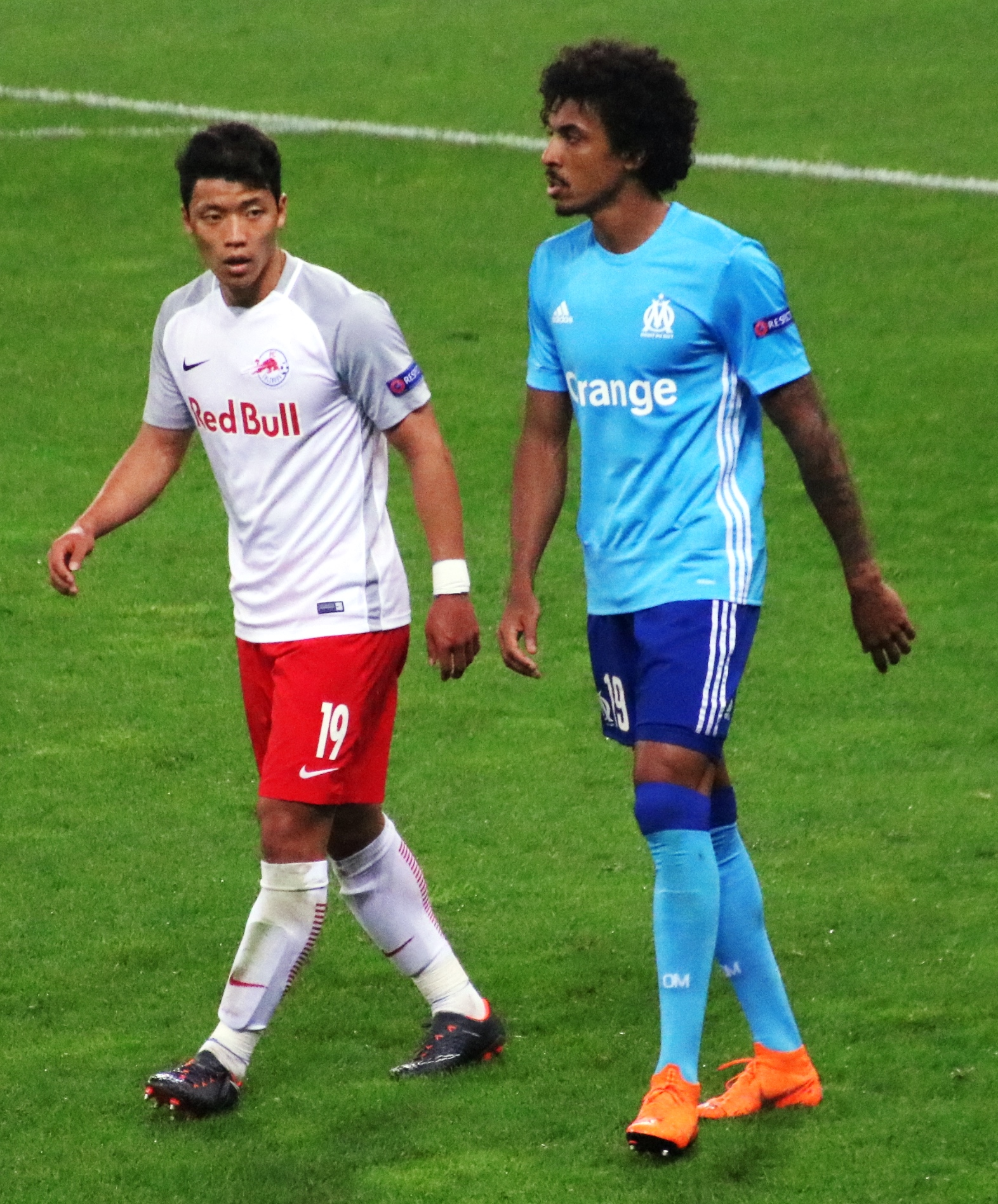
Luiz Gustavo (a destra) con la maglia dell' nel 2018.

Il 4 luglio 2017 viene annunciato il suo acquisto da parte del Marsiglia.

#### Fenerbahce
Il 2 settembre 2019 viene ufficializzato a titolo definitivo dal Fenerbahce; pur di approdare alla corte dei turchi paga di tasca propria un milione di euro.

### Nazionale

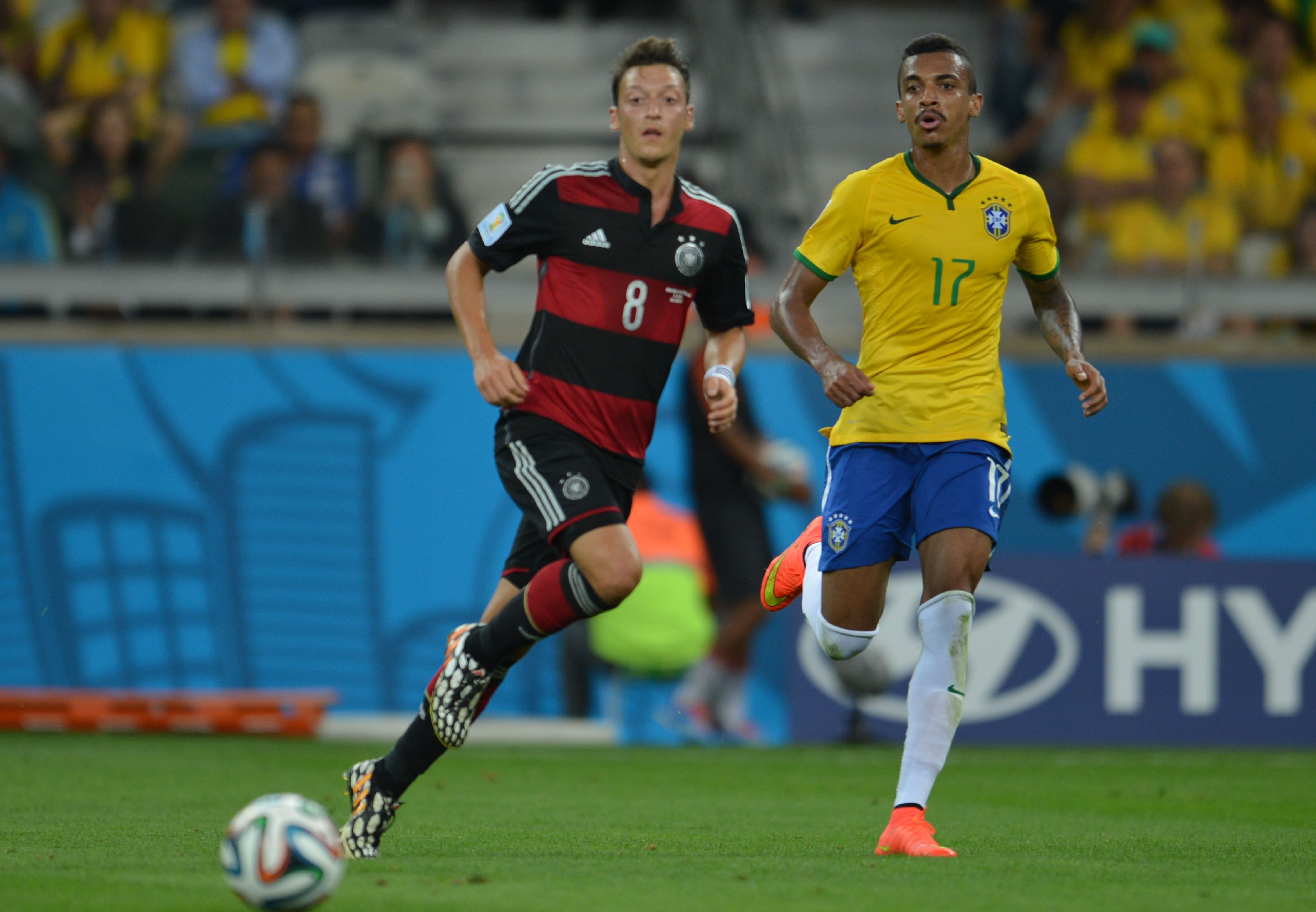
Luiz Gustavo (a destra) durante la semifinale del campionato mondiale 2014 contro la Germania.

Esordisce con la nazionale brasiliana a Berlino il 10 agosto 2011, in amichevole contro la nazionale tedesca. Il 30 giugno 2013 vince la Confederations Cup, sconfiggendo in finale per 3-0 i Campioni del mondo della Spagna. Viene convocato anche per il Mondiale 2014.
Viene convocato per la Copa América Centenario negli Stati Uniti, ma lascia il ritiro della nazionale per problemi famigliari e viene sostituito da Walace.

## Statistiche

### Presenze e reti nei club
Statistiche aggiornate al 29 marzo 2025.
| Stagione                   | Squadra                    | Campionato                 | Campionato | Campionato | Coppe nazionali | Coppe nazionali | Coppe nazionali | Coppe continentali | Coppe continentali | Coppe continentali | Altre coppe | Altre coppe | Altre coppe | Totale | Totale |
| Stagione                   | Squadra                    | Comp                       | Pres       | Reti       | Comp            | Pres            | Reti            | Comp               | Pres               | Reti               | Comp        | Pres        | Reti        | Pres   | Reti   |
| -------------------------- | -------------------------- | -------------------------- | ---------- | ---------- | --------------- | --------------- | --------------- | ------------------ | ------------------ | ------------------ | ----------- | ----------- | ----------- | ------ | ------ |
| 2006                       | Corinthians Alagoano       | C                          | 21         | 2          | -               | -               | -               | -                  | -                  | -                  | -           | -           | -           | 21     | 2      |
| 2007                       | CRB                        | B                          | 14         | 1          | -               | -               | -               | -                  | -                  | -                  | -           | -           | -           | 14     | 1      |
| 2007-2008                  | Hoffenheim                 | ZL                         | 27         | 0          | CG              | 3               | 0               | -                  | -                  | -                  | -           | -           | -           | 30     | 0      |
| 2008-2009                  | Hoffenheim                 | BL                         | 28         | 0          | CG              | 1               | 0               | -                  | -                  | -                  | -           | -           | -           | 29     | 0      |
| 2009-2010                  | Hoffenheim                 | BL                         | 27         | 0          | CG              | 3               | 0               | -                  | -                  | -                  | -           | -           | -           | 30     | 0      |
| 2010-gen. 2011             | Hoffenheim                 | BL                         | 17         | 2          | CG              | 3               | 0               | -                  | -                  | -                  | -           | -           | -           | 20     | 2      |
| Totale Hoffenheim          | Totale Hoffenheim          | Totale Hoffenheim          | 99         | 2          |                 | 10              | 0               |                    | -                  | -                  |             | -           | -           | 109    | 2      |
| gen.-giu. 2011             | Bayern Monaco              | BL                         | 14         | 1          | CG              | 2               | 0               | UCL                | 2                  | 0                  | -           | -           | -           | 18     | 1      |
| 2011-2012                  | Bayern Monaco              | BL                         | 28         | 1          | CG              | 6               | 0               | UCL                | 12                 | 0                  | -           | -           | -           | 46     | 1      |
| 2012-2013                  | Bayern Monaco              | BL                         | 22         | 4          | CG              | 3               | 0               | UCL                | 10                 | 0                  | SG          | 1           | 0           | 36     | 4      |
| Totale Bayern Monaco       | Totale Bayern Monaco       | Totale Bayern Monaco       | 64         | 6          |                 | 11              | 0               |                    | 24                 | 0                  |             | 1           | 0           | 100    | 6      |
| 2013-2014                  | Wolfsburg                  | BL                         | 29         | 4          | CG              | 4               | 0               | -                  | -                  | -                  | -           | -           | -           | 33     | 4      |
| 2014-2015                  | Wolfsburg                  | BL                         | 31         | 2          | CG              | 5               | 4               | UCL                | 11                 | 1                  | -           | -           | -           | 47     | 7      |
| 2015-2016                  | Wolfsburg                  | BL                         | 22         | 1          | CG              | 1               | 0               | UCL                | 7                  | 0                  | -           | -           | -           | 30     | 1      |
| 2016-2017                  | Wolfsburg                  | BL                         | 27+2       | 0          | CG              | 3               | 0               | -                  | -                  | -                  | -           | -           | -           | 32     | 0      |
| Totale Wolfsburg           | Totale Wolfsburg           | Totale Wolfsburg           | 109+2      | 7          |                 | 13              | 4               |                    | 18                 | 1                  |             | -           | -           | 142    | 12     |
| 2017-2018                  | Olympique Marsiglia        | L1                         | 34         | 5          | CF+CdL          | 3+1             | 1+0             | UEL                | 19                 | 0                  | -           | -           | -           | 57     | 6      |
| 2018-2019                  | Olympique Marsiglia        | L1                         | 30         | 2          | CF+CdL          | 1+1             | 0+1             | UEL                | 6                  | 1                  | -           | -           | -           | 38     | 4      |
| ago. 2019                  | Olympique Marsiglia        | L1                         | 3          | 0          | -               | -               | -               | -                  | -                  | -                  | -           | -           | -           | 3      | 0      |
| Totale Olympique Marsiglia | Totale Olympique Marsiglia | Totale Olympique Marsiglia | 67         | 7          |                 | 6               | 2               |                    | 25                 | 1                  |             | -           | -           | 98     | 10     |
| 2019-2020                  | Fenerbahçe                 | SL                         | 28         | 3          | TK              | 4               | 0               | -                  | -                  | -                  | -           | -           | -           | 32     | 3      |
| 2020-2021                  | Fenerbahçe                 | SL                         | 34         | 1          | TK              | 3               | 0               | -                  | -                  | -                  | -           | -           | -           | 37     | 1      |
| 2021-2022                  | Fenerbahçe                 | SL                         | 22         | 1          | TK              | 0               | 0               | UEL                | 6                  | 0                  | -           | -           | -           | 28     | 1      |
| Totale Fenerbahce          | Totale Fenerbahce          | Totale Fenerbahce          | 84         | 5          |                 | 7               | 0               |                    | 6                  | 0                  |             | -           | -           | 97     | 5      |
| 2022-2023                  | Al-Nassr                   | SPL                        | 29         | 6          | KCC             | 2               | 0               | -                  | -                  | -                  | SS          | 1           | 0           | 32     | 6      |
| 2024                       | San Paolo                  | A1/SP+A                    | 6+28       | 2+2        | CB              | 6               | 1               | CL                 | 6                  | 0                  | SdB         | 0           | 0           | 46     | 5      |
| 2025                       | San Paolo                  | A1/SP+A                    | 0+1        | 0          | CB              | 0               | 0               | CL                 | 1                  | 0                  | -           | -           | -           | 2      | 0      |
| Totale San Paolo           | Totale San Paolo           | Totale San Paolo           | 6+29       | 2+2        |                 | 6               | 1               |                    | 7                  | 0                  |             | 0           | 0           | 48     | 5      |
| Totale carriera            | Totale carriera            | Totale carriera            | 524        | 40         |                 | 55              | 7               |                    | 80                 | 2                  |             | 2           | 0           | 661    | 49     |

### Cronologia presenze e reti in nazionale
| Cronologia completa delle presenze e delle reti in nazionale ― Brasile | Cronologia completa delle presenze e delle reti in nazionale ― Brasile | Cronologia completa delle presenze e delle reti in nazionale ― Brasile | Cronologia completa delle presenze e delle reti in nazionale ― Brasile | Cronologia completa delle presenze e delle reti in nazionale ― Brasile | Cronologia completa delle presenze e delle reti in nazionale ― Brasile | Cronologia completa delle presenze e delle reti in nazionale ― Brasile | Cronologia completa delle presenze e delle reti in nazionale ― Brasile |
| Data                                                                   | Città                                                                  | In casa                                                                | Risultato                                                              | Ospiti                                                                 | Competizione                                                           | Reti                                                                   | Note                                                                   |
| ---------------------------------------------------------------------- | ---------------------------------------------------------------------- | ---------------------------------------------------------------------- | ---------------------------------------------------------------------- | ---------------------------------------------------------------------- | ---------------------------------------------------------------------- | ---------------------------------------------------------------------- | ---------------------------------------------------------------------- |
| 10-8-2011                                                              | Berlino                                                                | Germania                                                               | 3 – 2                                                                  | Brasile                                                                | Amichevole                                                             | -                                                                      | 86’                                                                    |
| 7-10-2011                                                              | San José                                                               | Costa Rica                                                             | 0 – 1                                                                  | Brasile                                                                | Amichevole                                                             | -                                                                      | 46’                                                                    |
| 21-3-2013                                                              | Ginevra                                                                | Italia                                                                 | 2 – 2                                                                  | Brasile                                                                | Amichevole                                                             | -                                                                      | 90’                                                                    |
| 2-6-2013                                                               | Rio de Janeiro                                                         | Brasile                                                                | 2 – 2                                                                  | Inghilterra                                                            | Amichevole                                                             | -                                                                      | 46’                                                                    |
| 9-6-2013                                                               | Porto Alegre                                                           | Brasile                                                                | 3 – 0                                                                  | Francia                                                                | Amichevole                                                             | -                                                                      | 81’                                                                    |
| 15-6-2013                                                              | Brasilia                                                               | Brasile                                                                | 3 – 0                                                                  | Giappone                                                               | Conf. Cup 2013 - 1º turno                                              | -                                                                      |                                                                        |
| 19-6-2013                                                              | Fortaleza                                                              | Brasile                                                                | 2 – 0                                                                  | Messico                                                                | Conf. Cup 2013 - 1º turno                                              | -                                                                      |                                                                        |
| 22-6-2013                                                              | Salvador de Bahia                                                      | Italia                                                                 | 2 – 4                                                                  | Brasile                                                                | Conf. Cup 2013 - 1º turno                                              | -                                                                      | 44’                                                                    |
| 26-6-2013                                                              | Belo Horizonte                                                         | Brasile                                                                | 2 – 1                                                                  | Uruguay                                                                | Conf. Cup 2013 - Semifinale                                            | -                                                                      | 39’                                                                    |
| 30-6-2013                                                              | Rio de Janeiro                                                         | Brasile                                                                | 3 – 0                                                                  | Spagna                                                                 | Conf. Cup 2013 - Finale                                                | -                                                                      |                                                                        |
| 14-8-2013                                                              | Basilea                                                                | Svizzera                                                               | 1 – 0                                                                  | Brasile                                                                | Amichevole                                                             | -                                                                      | 56’                                                                    |
| 7-9-2013                                                               | Brasilia                                                               | Brasile                                                                | 6 – 0                                                                  | Australia                                                              | Amichevole                                                             | 1                                                                      |                                                                        |
| 11-9-2013                                                              | Foxborough                                                             | Brasile                                                                | 3 – 1                                                                  | Portogallo                                                             | Amichevole                                                             | -                                                                      |                                                                        |
| 12-10-2013                                                             | Seul                                                                   | Corea del Sud                                                          | 0 – 2                                                                  | Brasile                                                                | Amichevole                                                             | -                                                                      | 69’                                                                    |
| 16-11-2013                                                             | Miami Gardens                                                          | Honduras                                                               | 0 – 5                                                                  | Brasile                                                                | Amichevole                                                             | -                                                                      |                                                                        |
| 19-11-2013                                                             | Toronto                                                                | Brasile                                                                | 2 – 1                                                                  | Cile                                                                   | Amichevole                                                             | -                                                                      |                                                                        |
| 5-3-2014                                                               | Johannesburg                                                           | Sudafrica                                                              | 0 – 5                                                                  | Brasile                                                                | Amichevole                                                             | -                                                                      | 47’                                                                    |
| 3-6-2014                                                               | Goiânia                                                                | Brasile                                                                | 4 – 0                                                                  | Panama                                                                 | Amichevole                                                             | -                                                                      |                                                                        |
| 6-6-2014                                                               | San Paolo                                                              | Brasile                                                                | 1 – 0                                                                  | Serbia                                                                 | Amichevole                                                             | -                                                                      |                                                                        |
| 12-6-2014                                                              | San Paolo                                                              | Brasile                                                                | 3 – 1                                                                  | Croazia                                                                | Mondiali 2014 - 1º turno                                               | -                                                                      | 42’                                                                    |
| 17-6-2014                                                              | Fortaleza                                                              | Brasile                                                                | 0 – 0                                                                  | Messico                                                                | Mondiali 2014 - 1º turno                                               | -                                                                      |                                                                        |
| 23-6-2014                                                              | Brasilia                                                               | Camerun                                                                | 1 – 4                                                                  | Brasile                                                                | Mondiali 2014 - 1º turno                                               | -                                                                      |                                                                        |
| 28-6-2014                                                              | Belo Horizonte                                                         | Brasile                                                                | 1 – 1 dts (3 – 2 dtr)                                                  | Cile                                                                   | Mondiali 2014 - Ottavi di finale                                       | -                                                                      |                                                                        |
| 8-7-2014                                                               | Belo Horizonte                                                         | Brasile                                                                | 1 – 7                                                                  | Germania                                                               | Mondiali 2014 - Semifinale                                             | -                                                                      |                                                                        |
| 12-7-2014                                                              | Brasilia                                                               | Brasile                                                                | 0 – 3                                                                  | Paesi Bassi                                                            | Mondiali 2014 - Finale 3º posto                                        | -                                                                      | 46’                                                                    |
| 5-9-2014                                                               | Miami Gardens                                                          | Brasile                                                                | 1 – 0                                                                  | Colombia                                                               | Amichevole                                                             | -                                                                      | 33’ 46’                                                                |
| 9-9-2014                                                               | East Rutherford                                                        | Brasile                                                                | 1 – 0                                                                  | Ecuador                                                                | Amichevole                                                             | -                                                                      | 74’                                                                    |
| 11-10-2014                                                             | Pechino                                                                | Brasile                                                                | 2 – 0                                                                  | Argentina                                                              | Superclásico de las Américas 2014                                      | -                                                                      |                                                                        |
| 14-10-2014                                                             | Singapore                                                              | Giappone                                                               | 0 – 4                                                                  | Brasile                                                                | Amichevole                                                             | -                                                                      | 72’                                                                    |
| 12-11-2014                                                             | Istanbul                                                               | Turchia                                                                | 0 – 4                                                                  | Brasile                                                                | Amichevole                                                             | -                                                                      | 85’                                                                    |
| 18-11-2014                                                             | Vienna                                                                 | Austria                                                                | 1 – 2                                                                  | Brasile                                                                | Amichevole                                                             | -                                                                      |                                                                        |
| 26-3-2015                                                              | Saint-Denis                                                            | Francia                                                                | 1 – 3                                                                  | Brasile                                                                | Amichevole                                                             | 1                                                                      | 90’                                                                    |
| 5-9-2015                                                               | Harrison                                                               | Brasile                                                                | 1 – 0                                                                  | Costa Rica                                                             | Amichevole                                                             | -                                                                      | 81’                                                                    |
| 9-9-2015                                                               | Foxborough                                                             | Stati Uniti                                                            | 1 – 4                                                                  | Brasile                                                                | Amichevole                                                             | -                                                                      | 65’                                                                    |
| 9-10-2015                                                              | Santiago del Cile                                                      | Cile                                                                   | 2 – 0                                                                  | Brasile                                                                | Qual. Mondiali 2018                                                    | -                                                                      | 68’ 82’                                                                |
| 14-10-2015                                                             | Fortaleza                                                              | Brasile                                                                | 3 – 1                                                                  | Venezuela                                                              | Qual. Mondiali 2018                                                    | -                                                                      |                                                                        |
| 14-11-2015                                                             | Buenos Aires                                                           | Argentina                                                              | 1 – 1                                                                  | Brasile                                                                | Qual. Mondiali 2018                                                    | -                                                                      |                                                                        |
| 18-11-2015                                                             | Salvador                                                               | Brasile                                                                | 3 – 0                                                                  | Perù                                                                   | Qual. Mondiali 2018                                                    | -                                                                      | 77’                                                                    |
| 26-3-2016                                                              | Recife                                                                 | Brasile                                                                | 2 – 2                                                                  | Uruguay                                                                | Qual. Mondiali 2018                                                    | -                                                                      |                                                                        |
| 30-3-2016                                                              | Asunción                                                               | Paraguay                                                               | 2 – 2                                                                  | Brasile                                                                | Qual. Mondiali 2018                                                    | -                                                                      | 70’                                                                    |
| 29-5-2016                                                              | Denver                                                                 | Panama                                                                 | 0 – 2                                                                  | Brasile                                                                | Amichevole                                                             | -                                                                      | 46’                                                                    |
| Totale                                                                 |                                                                        | Presenze                                                               | 41                                                                     |                                                                        | Reti                                                                   | 2                                                                      |                                                                        |

## Palmarès

### Club

#### Competizioni nazionali
- Campionato tedesco: 1

Bayern Monaco: 2012-2013
- Coppa di Germania: 2

Bayern Monaco: 2012-2013
Wolfsburg: 2014-2015
- Supercoppa di Germania: 2

Bayern Monaco: 2012
Wolfsburg: 2015
- Supercoppa del Brasile: 1

São Paulo: 2024

#### Competizioni internazionali
- UEFA Champions League: 1

Bayern Monaco: 2012-2013

### Nazionale
- Confederations Cup: 1

Brasile 2013

### Individuale
- Squadra della stagione della UEFA Europa League: 1

2017-2018